# Ptinus levantinus
Ptinus levantinus is een keversoort uit de familie klopkevers (Ptinidae). De wetenschappelijke naam van de soort werd in 1913 gepubliceerd door John Reinhold Sahlberg.